# Alexis Tibidi
Alexis Tibidi, né le 3 novembre 2003 à Lille, est un footballeur français qui évolue au poste d'attaquant au LASK.

## Biographie
Alexis Tibidi est né à Lille,, d'un père camerounais ayant connue une carrière professionnelle entre Gabon, Asie ou justement le nord de la France, avec également un passage dans la sélection camerounaise,.

### Carrière en club
Tibidi a commencé à jouer à l'ESA Brive, avant de rejoindre le Toulouse FC,, où il s'illustre notamment avec les moins de 19 ans en 2019-2020, en championnat et en Coupe Gambardella. 
C'est néanmoins avec le VfB Stuttgart qu'il signe son premier contrat professionnel  le 19 juillet 2021.
Il fait ses débuts en équipe senior avec Stuttgart le 20 novembre 2021, lors d'une défaite 2-1 en Bundesliga chez le Borussia Dortmund,. Il se fait ensuite une place dans l'effectif professionnel, cumulant les présences en championnat. Mais le jeune attaquant s'illustre surtout en amical et avec les moins de 19 ans, avec qui il remporte la coupe junior, contre le BVB.
Mais avec une fin de saison plus difficile avec l'équipe fanion, pour l'exercice 2022-2023 Tibidi est prêté à Rheindorf Altach le 11 juillet 2022, à la recherche d'un plus grand temps de jeu, sa venue étant notamment voulue par Miroslav Klose, qui vient de reprendre les clés du club autrichien,,.

### Carrière en sélection
Alexis Tibidi est international français en équipe de jeune, ayant connu plusieurs sélection avec les moins de 17 ans entre 2019 et début 2020,, avant l'arrivée du covid et la mise en suspens de la plupart des rencontres internationales juniors.
Il figure dans la sélection française pour la Coupe du monde des moins de 20 ans 2023.

## Statistiques
| Saison                | Club                  | Championnat           | Championnat | Championnat | Coupe(s) nationale(s) | Coupe(s) nationale(s) | Compétition(s) continentale(s) | Compétition(s) continentale(s) | Compétition(s) continentale(s) | Total | Total |
| Saison                | Club                  | Division              | M.          | B.          | M.                    | B.                    | Comp.                          | M.                             | B.                             | M.    | B.    |
| 2021-2022             | VfB Stuttgart         | Bundesliga            | 13          | 0           | -                     | -                     | -                              | -                              | -                              | 13    | 0     |
| Sous-total            | Sous-total            | Sous-total            | 13          | 0           | 0                     | 0                     | -                              | 0                              | 0                              | 13    | 0     |
| Total sur la carrière | Total sur la carrière | Total sur la carrière | 13          | 0           | 0                     | 0                     | -                              | 0                              | 0                              | 13    | 0     |

## Palmarès
| VfB Stuttgart - Coupe d'Allemagne junior (de) - Vainqueur en 2022 (de) |